# The Visual Novel Database
The Visual Novel Database (VNDB) is een online databank, wiki en internetforum voor visuele romans. In 2019 had de website 24.000 visuele romans in de databank en 14.300 gebruikers. Volgens Electronic Gaming Monthly is VNDB deels verantwoordelijk voor de populariteit van visuele romans in het westen. The mascotte van de website is Lasty Farson van de Japanse visuele roman Angelic Serenade.

## Geschiedenis
VNDB werd opgericht in september 2007 door Yoran Heling, ook bekend onder zijn pseudoniem Yorhel. Nadat hij Ever 17: The Out of Infinity af had, merkte hij de afwezigheid van een gemeenschap toegewijd tot visuele romans. In drie weken tijd creëerde Yorhel de website. Een van de oudste geregistreerde visuele romans was de eroge Lolita Yakyuuken die is uitgebracht in 1982 voor de PC-88. Er wordt aangenomen dat het de eerste visuele roman is, maar werd later verwijderd in de databank wegens een gebrek aan visuele romanelementen. Na het eerste jaar waren er inmiddels duizend visuel romantitels geregistreerd.

## Functies
DatabaseVNDB bevat ongeveer 24.000 verschillende visuele romans en wordt geüpdatet door geregistreerde gebruikers. De databank registreert de ontwikkelaars, de uitgevers en informatie over de personages van de visuele romans. Ook de vertalers, zowel professioneel als amateuristisch, officieel of onofficieel, worden geregistreerd.
InternetforumVNDB heeft een openbaar internetforum waar geregistreerde gebruikers kunnen overleggen, en waarbij elke visuele roman een discussiepagina heeft. Er is ook een gedeelte van de site gewijd aan algemene discussie.
LijstenGeregistreerde gebruikers kunnen op de website verlanglijsten maken met visuele romans die men nog wil spelen. Daarnaast kan men ook lijsten bijhouden van voltooide titels, momenteel aan het spelen en opgegeven titels.
RecensiesVNDB functioneert ook als een aggregatie- of verzamelsite. De website geeft een statistische weergave en de gemiddeld score van elke visuele roman.
Beoordelingsschaal
| Score:      | 1              | 2         | 3      | 4    | 5     | 6          | 7    | 8         | 9          | 10          |
| ----------- | -------------- | --------- | ------ | ---- | ----- | ---------- | ---- | --------- | ---------- | ----------- |
| Engels:     | Worst ever     | Awful     | Bad    | Weak | So-so | Decent     | Good | Very good | Excellent  | Masterpiece |
| Nederlands: | Slechtste ooit | Vreselijk | Slecht | Zwak | Zo-zo | Behoorlijk | Goed | Zeer goed | Uitstekend | Meesterwerk |

API
VNDB heeft een openbare API voor ontwikkelaars die met de database willen werken. De API gebruikt het JSON-formaat.